# International Journal of Communication
L’International Journal of Communication est une revue scientifique en libre accès à comité de lecture sur le domaine de la communication créée en 2007. Le rédacteur en chef est Larry Gross, et la revue est publiée par l'USC Annenberg Press (université de Californie du Sud). Elle est indexée dans les bases de données bibliographiques Social Sciences Citation Index, Current Contents et EBSCOhost. 
La revue publie en continu, publiant des articles dès qu’ils sont acceptés.